# Solo Concerts: Bremen/Lausanne
Solo Concerts: Bremen/Lausanne från 1973 är ett soloalbum med pianisten Keith Jarrett. Albumet, som ursprungligen gavs som en trippel-LP, är inspelat i Kleiner Sendesaal, Bremen och i Salle de Spectacles d'Epalinges, Lausanne.

## Låtlista
All musik är skriven av Keith Jarrett.
1. Bremen, Part 1 – 18:11
2. Bremen, Part 2 – 45:09
3. Lausanne – 64:53

## Medverkande
- Keith Jarrett – piano